# Marketing tribale
Il marketing tribale (in inglese tribal marketing) è una strategia di marketing non convenzionale che mira a creare una comunità collegata al prodotto o servizio che si intende promuovere. Analizzando come l'antropologia le tribù postmoderne il marketing tribale crea e fortifica il sentimento comunitario dei consumatori, attraverso prodotti e strategia appositamente studiate per catalizzare la formazione delle comunità e supportarne lo sviluppo, l'autoriconoscimento e l'autosostentamento.
I principali esponenti sono i francesi Michel Maffesoli e Bernard Cova, il secondo ritenuto il teorico del tribalismo, che fin dall'origine l'hanno contrapposto come alternativa mediterranea al marketing classico di stampo anglosassone.
Il marketing tribale è la risposta mediterranea al pensiero dominante di marketing one-to-one di stampo americano. Mentre il marketing americano obbedisce essenzialmente ad una richiesta di individualizzazione e di personalizzazione dei consumatori, la proposta mediterranea mira invece a rispondere al nuovo e postmoderno bisogno dei consumatori di ristabilire un legame sociale comunitario.
In un approccio tribale al consumo si tende a valorizzare prodotti o servizi che siano utili a soggetti consumatori, ma soprattutto che siano in grado di mettere in relazione più individui, più consumatori in una sola comunità dove ciascuno può dare contributi personali e investire le proprie energie.
Non ci si trova più, come nel caso del marketing classico, in un approccio one to one tra azienda e consumatore, nell'era tribale l'approccio consiste tra cliente e cliente. Il soggetto non è più isolato ma legato a due o più individui.